# Lithosia unipunctata
Lithosia unipunctata är en fjärilsart som beskrevs av Arnold Spuler 1906. Lithosia unipunctata ingår i släktet Lithosia och familjen björnspinnare. Inga underarter finns listade i Catalogue of Life.